# Гавриленко, Николай Васильевич
Николай Васильевич Гавриленко (15 мая 1941, Рогачёв, Гомельская область — 1991) — советский спортсмен и тренер; Мастер спорта СССР, Заслуженный тренер Белорусской ССР (1975), Заслуженный тренер СССР (1980).

## Биография
Родился 15 мая 1941 года в городе Рогачёве Гомельской области Белорусской ССР. Его отец работал директором Климовичской МТС Могилевской области (погиб в Великую Отечественную войну в 1945 году), мать была домохозяйкой.
Занимался греблей у Виктора Станибуло. В 1966 году окончил Гомельский университет (ныне Гомельский государственный университет имени Франциска Скорины). В 1966—1988 годах работал тренером-преподавателем Рогачёвской СДЮШОР. В 1988—1991 годах был тренером-преподавателем по гребле на байдарках и каноэ в городе Гусь-Хрустальный Владимирской области.
Среди воспитанников — Виктор Воробьёв, Виктор Крез, Антонина Мельникова, Татьяна и Наталья Рычаго, а также Владимир Шантарович, ставший также тренером.
Умер в 1991 году.
В Гусь-Хрустальном сын Алексей — тренер-преподаватель городской ДЮСШ им. А. В. Паушкина.
С июля 2008 года в Рогачёве проводится гребной марафон памяти Н. В. Гавриленко.